# Hans Würzburg

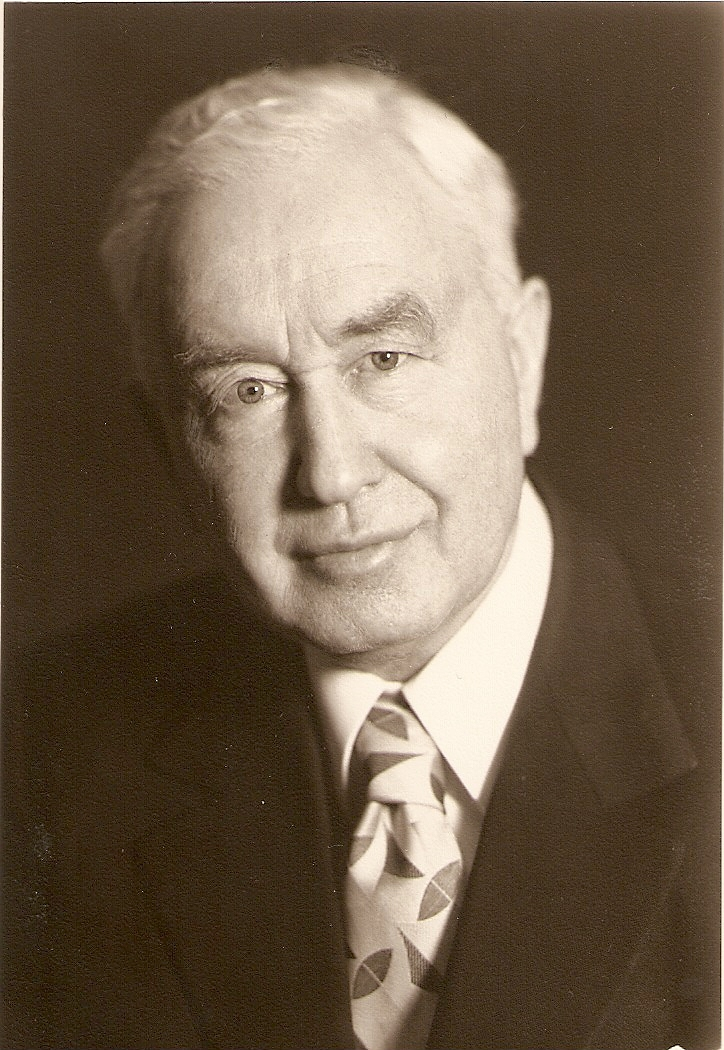
Hans Würzburg (Foto: 1970)

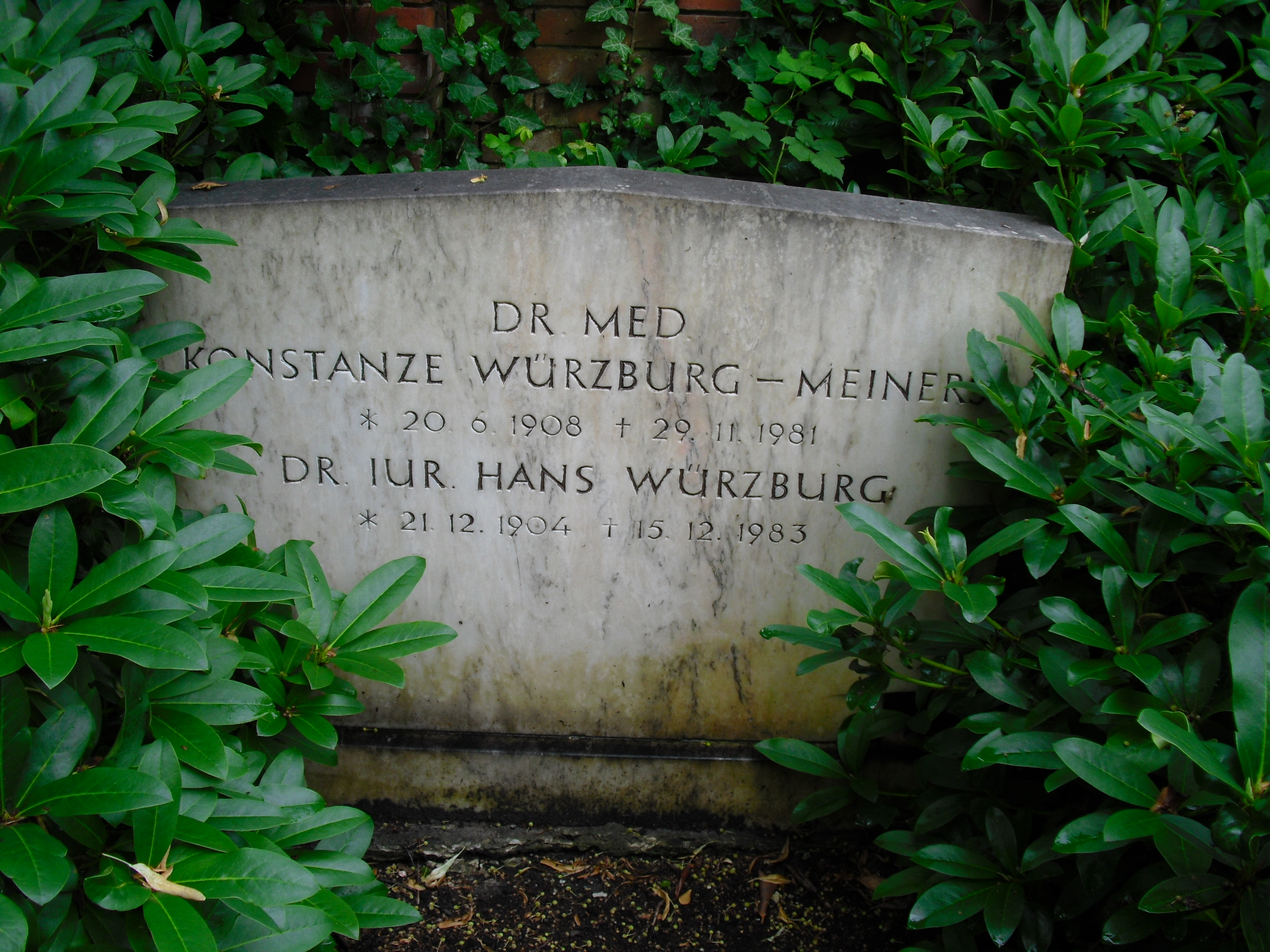
Grabstein für Hans Würzburg auf dem Friedhof Lichterfelde

Johannes (Hans) Otto August Würzburg (* 21. Dezember 1904 in Berlin; † 15. Dezember 1983 in Berlin-Lichterfelde) war ein deutscher Rechtsanwalt, Notar und Politiker der SPD.

## Leben
Würzburg wurde als Sohn des Oberpostsekretärs Otto Würzburg und dessen Frau Elly (geb. Tietz) geboren. Nach der Schulzeit in Berlin studierte er Rechts- und Staatswissenschaften an den Universitäten in Berlin, Tübingen und Breslau. 1927 legte er das Referendarexamen ab und wurde 1928 zum Dr. jur. promoviert (Titel der Dissertation: Der Begriff des Gesetzes im Sinne der Reichsverfassung). 1931 absolvierte er das Assessorexamen. Von 1940 bis 1945 leistete Hans Würzburg Wehrdienst. Nach 1945 lebte er in Berlin.
1937 heiratete Würzburg die Ärztin Konstanze Meiners (1908–1981), das Paar hatte drei Kinder.
Er wurde auf dem Friedhof Lichterfelde beigesetzt.

## Politik und Beruf
Hans Würzburg arbeitete nach dem Examen 1931 zunächst als Rechtsanwalt in Liegnitz, ab 1934 in Berlin. Ab 1933 wurde er aus politischen Gründen vorübergehend an der Ausübung seines Berufs gehindert. Ab 1945 betrieb er eine Praxis als Rechtsanwalt und Notar in West-Berlin.
Würzburg trat 1945 in die SPD ein. Von 1950 bis 1958 war er Bezirksverordneter in Steglitz und von 1963 bis 1967 Mitglied des Abgeordnetenhauses von Berlin. 1955 bis 1961 war er Vorsitzender der Arbeitsgemeinschaft sozialdemokratischer Juristen (ASJ) Berlin und ab 1959 Vorsitzender der Spruchkammer Berlin.

## Werke
- Der Begriff des Gesetzes im Sinne der Reichsverfassung.  Ohlau i. Schles. 1928, DNB 579564320 (Dissertation, Universität Breslau, 1928).